# Беденица
Беденица (на хърватски: Bedenica) е община в Загребска жупания, Хърватия. Според преброяването от 2011 г. има 1432 жители, мнозинството от които са хървати.